# Pavillon Dufour

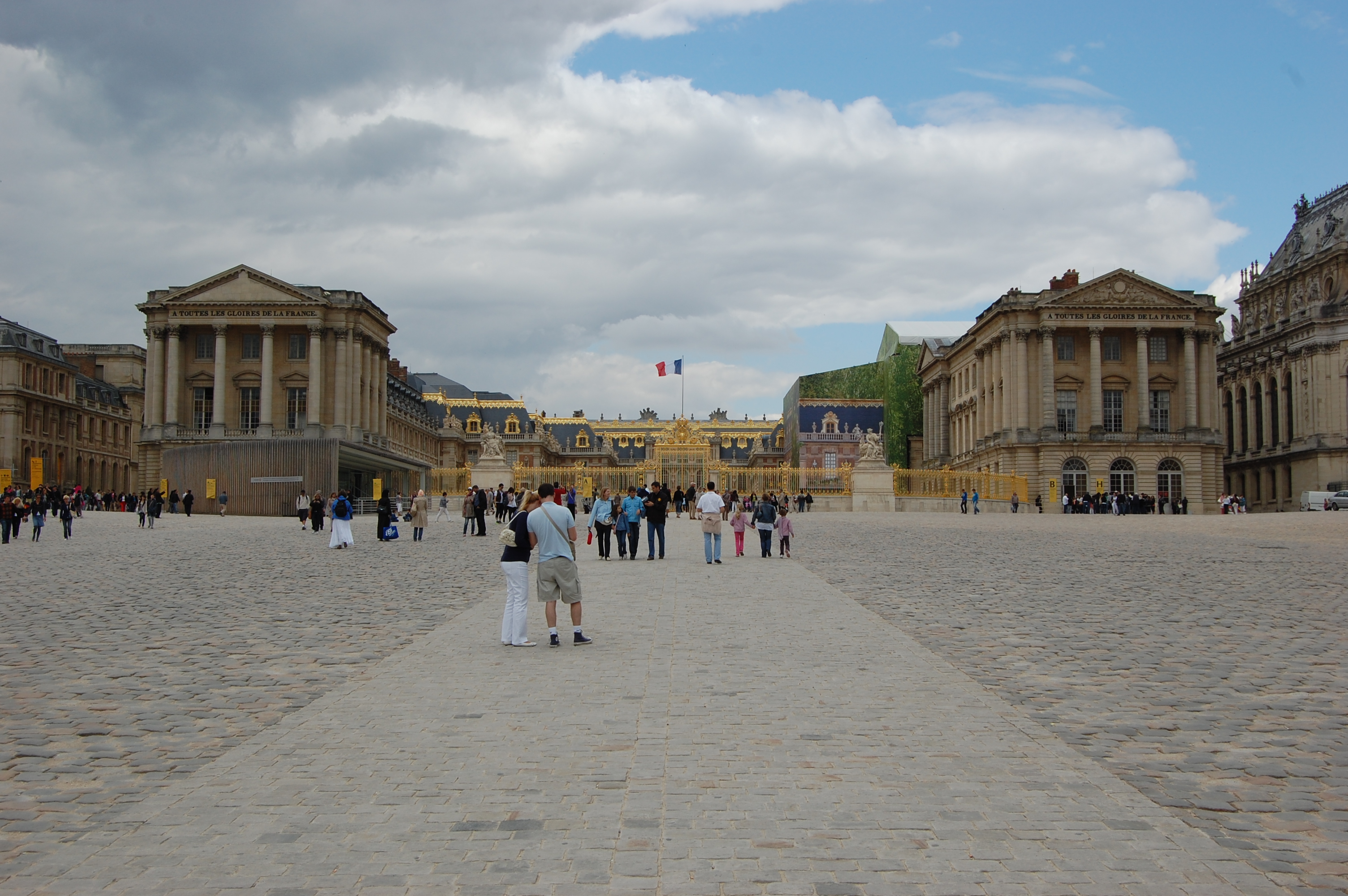
Veduta della facciata della Reggia di Versailles: la cour royale è racchiusa da due architetture neoclassiche, con a destra l'Aile Gabriel e la sua parte simmetrica, il pavillo Dufour, a sinistra.

Il pavillon Dufour (in italiano: "padiglione Dufour") è una costruzione del XVIII secolo facente parte del corpo principale della Reggia di Versailles, gittante sulla cour d'honneur ed attualmente utilizzata per accogliere i visitatori al castello.

## Storia
Napoleone I aveva progettato di costruire una nuova facciata del castello completando l'intervento realizzato nel Settecento con un padiglione in pietra bianca. Egli ordinò pertanto uno studio in tal senso all'architetto Alexandre Dufour al quale ad ogni modo il lavoro venne commissionato solo da re Luigi XVIII con la Restaurazione, seguendo il progetto già approvato all'epoca dell'Impero. Il padiglione venne infatti costruito nel 1818 - 1820 al posto di un precedente padiglione risalente al 1668. L'architettura riprendeva quella della corrispettiva aile Gabriel, costruita sotto Luigi XV da Ange-Jacques Gabriel.

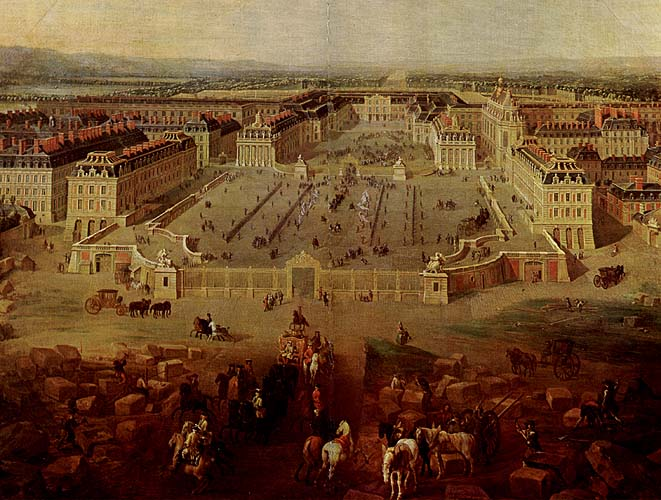
Veduta di tre corti (d'honneur, royale e de marbre), verso il 1722, prima dei lavori di Gabriel. L'ala del XVII secolo è a sinistra della cour royale, e resterà tale sino al 1818.
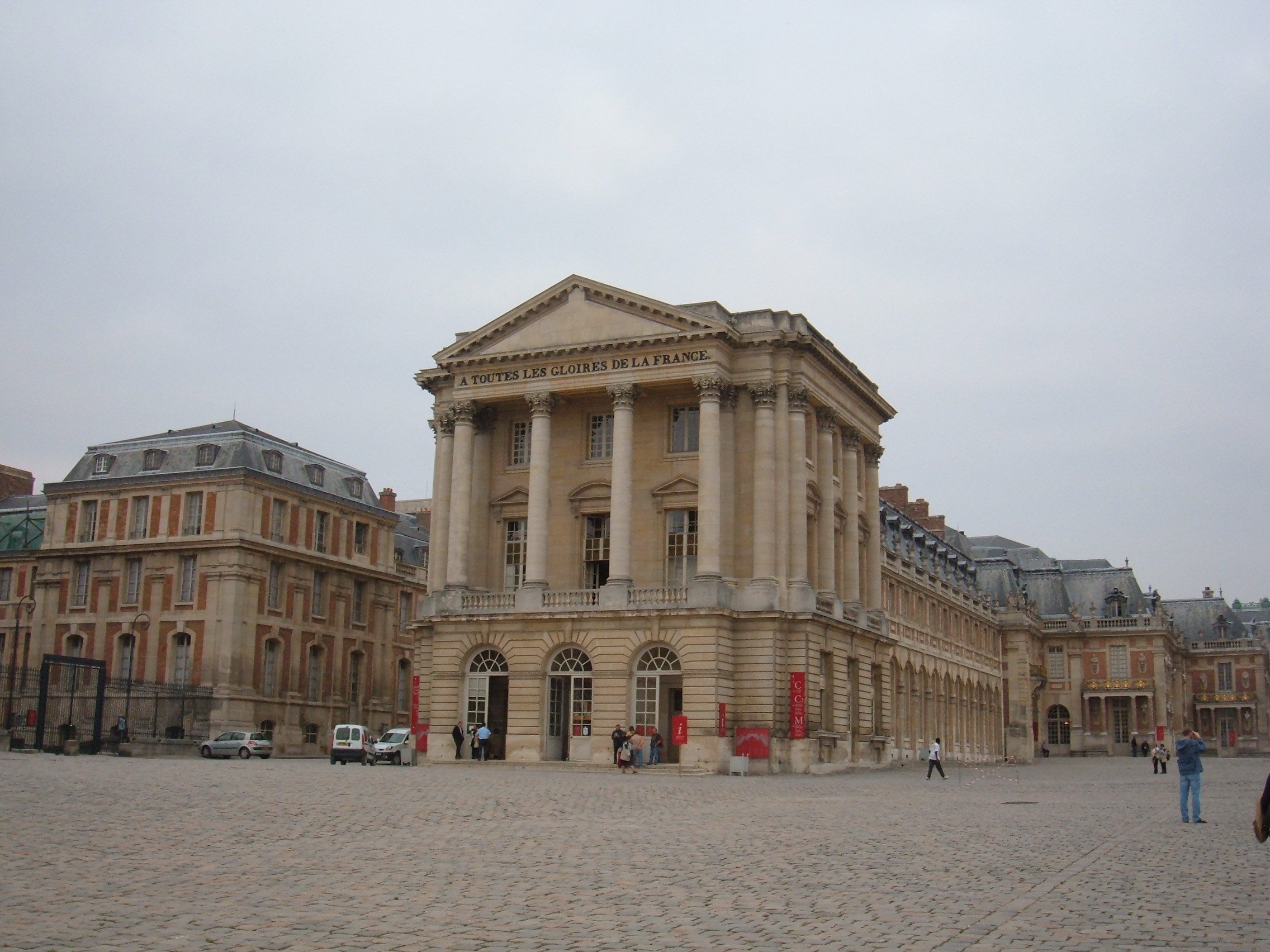
Il padiglione Dufour nel 2005, prima della risistemazione della piazza e della grille royale.
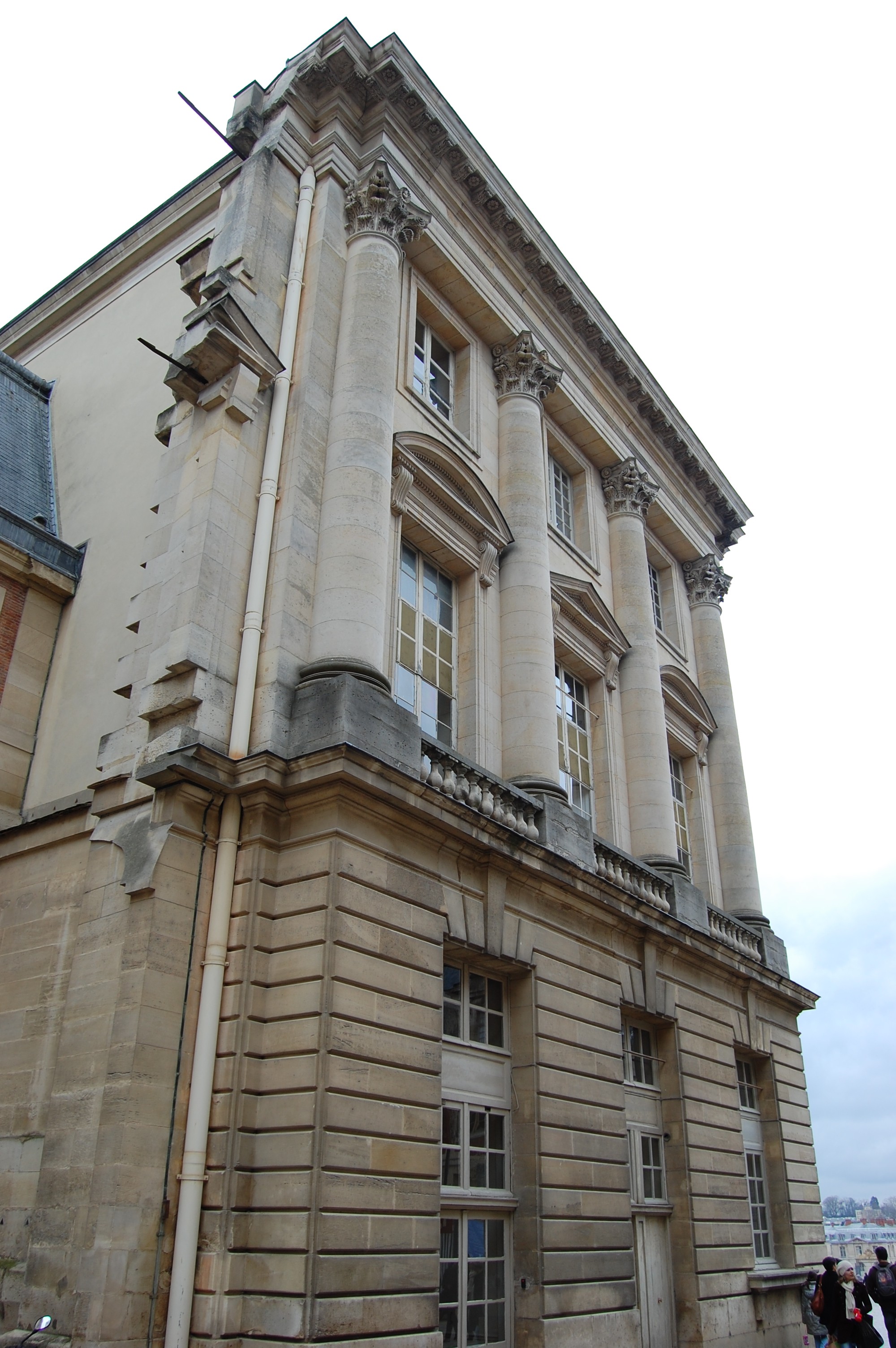
La parte finale del pavillon oggi.